# Табакинский монастырь
Табакинский монастырь св. Георгия — расположенный в западной Грузии, в верхней Имерети, в 7-8 километрах от города Зестафони, мужской монастырь VII—VIII вв., известный своей особой архитектурой, богатой историей и росписью XVI века. Монастырь, в котором в своё время подвизались 70 монахов, внёс большой вклад в истории страны. Здесь провёл часть своего детства выдающийся подвижник XIX века, духовный отец царя Имерети Соломона Второго св. Иларион Картвели. При коммунистическом режиме монастырь был разграблен и разрушен. Монастырский комплекс состоит из двух частей: старой и новой.

## Старая и новая часть
Старая часть состоит из двухнефной церкви с криптой и приделом, построенной в VII—VIII веке, восстановленной в XI, а затем в XVI веке. Храм расписан в первой половине XVI века. У церкви стоит колокольня более позднего периода. В монастыре сохранилось изображение Имеретинского царя Баграта III (1510—1565).
В 1980—1986 годах храм был покрыт крышей и отреставрирован. В 90-е годы XX века было построено жилище для монахов. В 2000 году была построена и расписана церковь им. Двенадцати Апостолов.

## Возрождение

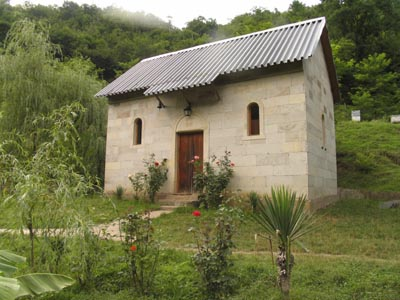
Церковь им. Двенадцати Апостолов

В 1992 году монастырь вновь освятили. Там поселился монах Яков (Чохонелидзе). Под его руководством и благодаря прихожанам и милости добрых людей было построено жилище для монахов, проведены водопровод и электричество. Братство увеличилось. Вместе с Яковом подвизались иеромонахи Варахиели и Матфей. В последние годы они были переведены в другой монастырь. В монастыре многие молодые люди приняли христианство, благодаря наставлениям духовных отцов. На сегодняшний день в монастыре обитают настоятель монастыря игумен Яков и пять послушников.

## Питомник
При монастыре находится питомник кавказской овчарки «Табакини», который был основан в 1992 году.